# Eoin McNamee
Eoin McNamee (Kilkeel, 1961) è uno scrittore e sceneggiatore irlandese.

## Biografia
Nato nel 1961 a Kilkeel, contea di Down, vive e lavora nella Contea di Sligo.
Dopo gli studi al Trinity College di Dublino, ha esordito con due novelle arrivando finalista all'Irish Times/Aer Lingus Award for Irish Literature nel 1989.
Autore prolifico, si è cimentato nella letteratura gialla e in quella per ragazzi e ha curato la trasposizione di alcune sue opere per il cinema oltre a lavorare in televisione come sceneggiatore. Nel 2002 ha ottenuto il prestigioso CWA Ian Fleming Steel Dagger per il romanzo The Sirius Crossing scritto con lo pseudonimo di John Creed.

## Opere

### Romanzi

#### Serie Blue
- Blue tango (The Blue Tango, 2001), Torino, Einaudi, 2002 traduzione di Norman Gobetti ISBN 88-06-16138-5.
- Orchid Blue (2010)
- Blue is the Night (2014)

#### Serie Jack Valentine firmata John Creed
- The Sirius Crossing (2002)
- The Day of the Dead (2003)
- Black Cat Black Dog (2006)

#### Altri romanzi
- Resurrection Man (1994), Torino, Einaudi, 1997 traduzione di Anna Nadotti e Fausto Galuzzi ISBN 978-88-06-13815-8.
- The Language of Birds (1995)
- The Ultras (2004)
- 12:23: Paris. 31st August 1997 (2007)

### Letteratura per ragazzi

#### Trilogia Navigator
- The Navigator (2006)
- City of Time (2008)
- The Frost Child (2009)

#### Trilogia Ring of Five
- The Ring of Five (2010)
- The Unknown Spy (2011)
- The Ghost Roads (2012)

### Racconti
- The Last of Deeds and Love in History (1995)

## Filmografia

### Cinema
- Resurrection Man (1998) regia di Marc Evans (soggetto e sceneggiatura)
- I Want You (1998) regia di Michael Winterbottom (soggetto e sceneggiatura)
- The Gift (2014) regia di Tommy Collin (soggetto e sceneggiatura)

### Televisione
- Hinterland (2013) serie TV
- An Bronntanas (2014) serie TV
- Red Rock (2015) serie TV

## Alcuni riconoscimenti
- Macauley Fellowship for Irish Literature: 1990
- CWA Ian Fleming Steel Dagger: 2002 per The Sirius Crossing
- Kerry Group Irish Fiction Award: 2015 per Blue Is the Night